# Décès en 1231
Décès
- 1227
- 1228
- 1229
- 1230
- 1231
- 1232
- 1233
- 1234
- 1235

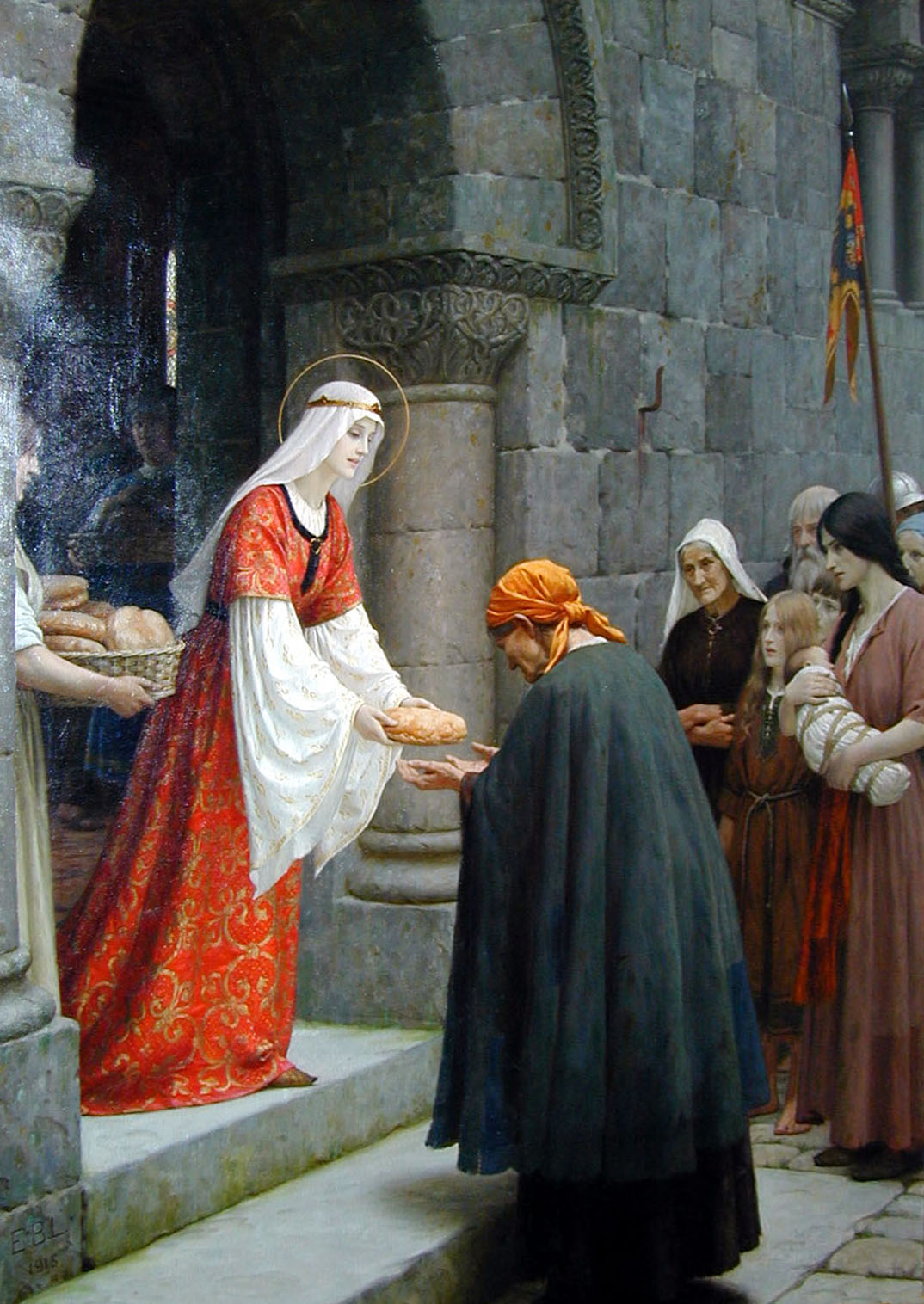
Élisabeth de Hongrie, morte en 1231.

Cette page dresse une liste de personnalités mortes au cours de l'année 1231 :
- 29 janvier : Robert des Ablèges, évêque de Bayeux.
- 8 février : Étienne de Chalençon, évêque du Puy
- 15 mars : Barthélemy, évêque de Châlons-sur-Marne, cardinal-prêtre de S. Pudenziana.
- 6 avril : Guillaume le Maréchal (2e comte de Pembroke).
- 13 mai : Éléonore de Portugal, infante de Portugal et  reine consort de Danemark.
- 13 juin : Saint Antoine de Padoue, né Fernando Martins de Bulhões, prêtre franciscain, maître de doctrine spirituelle, prédicateur de renom et thaumaturge.
- 19 juin : Sidi Bou Saïd (saint), ou Abou Saïd Khalaf Ibn Yahya el-Tamimi el-Béji, saint et savant érudit tunisien.
- 2 juillet : Henri Ier de Bade-Hachberg, margrave de Bade-Hachberg et avec son frère Hermann V de Bade margrave de Vérone et de Bade. Il est le fondateur de la lignée des margraves de Bade-Hachberg.
- 15 août : Jalal ad-Din, dernier shah de Khwarezm, tué par les Mongols qui s'installent en Perse orientale.
- 3 septembre : Guillaume II de Dampierre, seigneur de Dampierre et seigneur de Beaumont (Hainaut).
- 15 septembre : Louis Ier de Bavière, dit Louis de Kelheim, fondateur du duché de Bavière, il est en outre comte palatin du Rhin.
- 3 novembre : Ladislas III aux Jambes Grêles ou Ladislas III de Pologne, duc de Grande-Pologne.
- 6 novembre : Tsuchimikado, 83e Empereur du Japon.
- 17 novembre : Élisabeth de Hongrie, landgravine consort de Thuringe.
- 28 novembre : Valdemar le Jeune, ou Valdemar (III) Valdemarsen de Danemark, roi associé de Danemark.

- ʿAbd al-Latîf al-Baghdâdî, ou Muwaffak al-Din Abu Muhammad ben Yusuf ʿAbd al-Latîf al-Baghdâdî , célèbre médecin, historien et égyptologue arabe.
- Brocard du mont Carmel, prieur et ermite de la première communauté de l'Ordre du Carmel sur le Mont Carmel en Palestine.
- Lambert Cadoc, appelé également Seigneur de Gaillon, archer gallois, chef de routiers au service de Philippe Auguste.
- Folquet de Marseille, marchand et troubadour, il fut moine de l'ordre de Cîteaux, puis enfin évêque de Toulouse.
- Jean Haraldsson, jarl des Orcades et comte de Caithness.
- Jean d'Orbais, architecte français, premier des quatre architectes de la cathédrale de Reims.
- Bertrand de Thessy, quinzième supérieur de L'Hospital de l'ordre de Saint-Jean de Jérusalem.
- Thomas de Galloway, noble écossais, cadet de la famille des seigneurs de Galloway puis  4e comte d'Atholl.
- Uspak Haakon, roi des Hébrides.

## Crédit d'auteurs
- Cet article est partiellement ou en totalité issu de l'article intitulé « 1231 » (voir la liste des auteurs).